# Hôtel de Gournay
Pour l’article homonyme, voir Hôtel Amelot de Gournay.
L’hôtel de Gournay, situé rue du Grand Cerf dans le quartier Metz-Centre, est l’un des bâtiments historiques de la ville de Metz.

## Construction et aménagements
Ce bâtiment datant du XVIIIe siècle a été l’hôtel particulier de la famille messine de Gournay. Le général Lasalle, général napoléonien tué à Wagram, est né dans cette bâtisse. Deux tableaux l’y représentent. À l’arrière du bâtiment, un magnifique parc clôturé se poursuit jusqu’à l’église Saint-Martin. Une chapelle existait auparavant dans le jardin, celle-ci a été détruite.

## Affectations successives
Cette demeure familiale, transmise à l’Armée française par Mademoiselle de Coëtlosquet, est devenue Foyer du jeune soldat. Depuis 1970, le bâtiment de 2 700 m2 accueille l’Association Seniors Temps Libre, reprise par le Groupe DocteGestio en juin 2015 à la suite d'un redressement judiciaire, association qui propose de nombreuses activités et services aux seniors.

## Protection
Trois parties de ce bâtiment sont inscrites à l'inventaire des monuments historiques : les deux escaliers et le porche.